# 法热阿巴蒂亚勒
法热阿巴蒂亚勒（法語：Faget-Abbatial，法語發音：[faʒɛ abatjal]）是法国热尔省的一个市镇，属于米朗德区。

## 地理
法热阿巴蒂亚勒（43°30'21"N, 0°41'38"E）面积17.46 平方千米，位于法国奧克西塔尼大區热尔省，该省份为法国西南部内陆省份，北起顺时针与洛特-加龙省、塔恩-加龙省、上加龙省、上比利牛斯省、大西洋比利牛斯省和朗德省接壤。
与法热阿巴蒂亚勒接壤的市镇（或旧市镇、城区）包括：拉尔蒂格、拉马盖尔、蒙费朗-普拉韦斯、塞梅济-卡尚、锡莫尔、特拉韦塞尔。

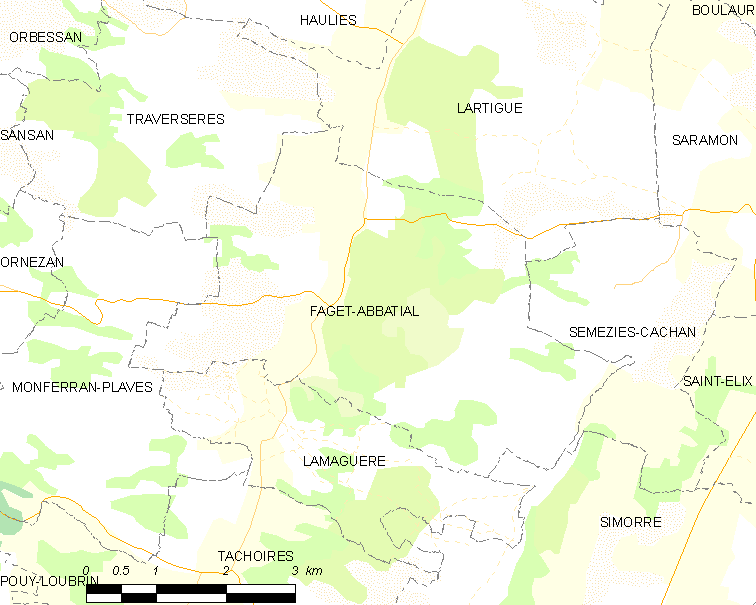
法热阿巴蒂亚勒的OSM定位图

法热阿巴蒂亚勒的时区为UTC+01:00、UTC+02:00（夏令时）。

## 行政
法热阿巴蒂亚勒的邮政编码为32450，INSEE市镇编码为32130。

## 政治
法热阿巴蒂亚勒所属的省级选区为阿斯塔拉克-日莫讷县。

## 人口

1962-2008年间法热阿巴蒂亚勒人口变化图示

法热阿巴蒂亚勒于2022年1月1日时的人口数量为215人。